# Espanha nos Jogos Olímpicos de Verão de 1988
A Espanha participou dos Jogos Olímpicos de Verão de 1988 em Seul, na Coreia do Sul. Conquistou uma medalha de ouro, uma de prata e duas de bronze, somando quatro no total. Ficou na vigésima quinta posição no ranking geral.